# 萊克賽德公園 (印第安納州)
萊克賽德公園（英語：Lakeside Park）是位於美國印地安納州拉格蘭奇縣的一個非建制地區。該地的面積和人口皆未知。